# Poimenesperus villiersi
Poimenesperus villiersi är en skalbaggsart som beskrevs av Pierre Lepesme 1947. Poimenesperus villiersi ingår i släktet Poimenesperus och familjen långhorningar. Inga underarter finns listade i Catalogue of Life.